# Stazione di Bellaria
Stazione di Bellaria vasútállomás Olaszországban, Bellaria-Igea Marina településen.

## Vasútvonalak
Az állomást az alábbi vasútvonalak érintik:
- Ferrara–Rimini-vasútvonal

## Kapcsolódó állomások
A vasútállomáshoz az alábbi állomások vannak a legközelebb:
- Stazione di Gatteo a Mare
- Stazione di Igea Marina